# Universidade Federal de Ciências da Saúde de Porto Alegre
Die Bundesuniversität für Gesundheitswissenschaft von Porto Alegre (portugiesisch: Universidade Federal de Ciências da Saúde de Porto Alegre – kurz UFCSPA) ist eine brasilianische Universität in Rio Grande do Sul im Süden des Landes.

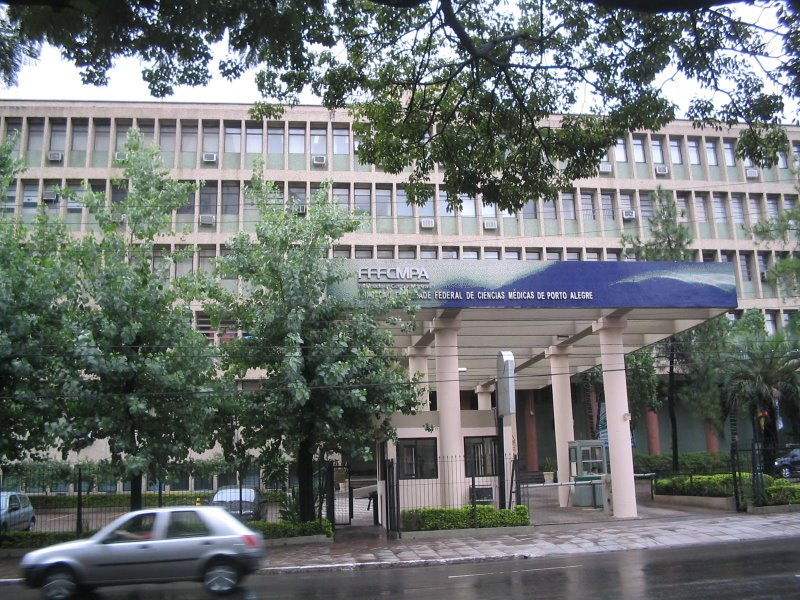

## Fakultäten
Die UFCSPA besteht aus acht Fakultäten:
- Fakultät für Apotheke
- Fakultät für Biomedizin
- Fakultät für Ernährung
- Fakultät für Krankenpflege
- Fakultät für Medizin
- Fakultät für Phoniatrie
- Fakultät für Physiotherapie
- Fakultät für Psychologie

## Ärztliche Weiterbildung
Die ärztliche Weiterbildung findet großenteils in Santa Casa de Misericórdia de Porto Alegre statt. 2010 bestand das Team des Krankenhauses aus 205 Assistenzärzten.

## Persönlichkeiten
- Ciro de Quadros (1940–2014), Mediziner (Epidemiologie), der wesentlich zu Kampagnen zur Ausrottung der Polio in den Entwicklungsländern beitrug.
- Moacyr Scliar (1937–2011), Mediziner und Schriftsteller, der Professor an der Universität war.